# Pierre Mabille
Pour les articles homonymes, voir Mabille.
Ne doit pas être confondu avec Bernard Mabille ou Paul Mabille.
Pierre Mabille est un médecin et écrivain français, né le 3 août 1904 à Reims, mort le 13 octobre 1952  à Paris. Professeur en fin de carrière à l'École d'anthropologie de Paris, il fut un proche d'André Breton, du surréalisme, de nombreux poètes et peintres comme Benjamin Péret, André Masson ou Yves Tanguy. Il fut un adepte de l'ésotérisme, de l'hermétisme et défenseur de l'imaginaire, ses ouvrages se situent au carrefour de l'anthropologie, de la sociologie, de la poésie et de la médecine. Qualifié par André Breton d'« homme de grand conseil », il tente dans ses livres une approche de la totalité de l'homme et des civilisations.

## Biographie
Interne des hôpitaux de Paris, chef de clinique (1931) puis chirurgien, adepte de la Franc-maçonnerie, il manifeste aussi un immense intérêt pour les mondes de la poésie ou des traditions ésotériques. En 1934, il devient ami d'André Breton et membre du groupe surréaliste. Il collabore à la revue Minotaure.
Pierre Mabille est l'inventeur, en psychologie sociale, du « Test du village », sur lequel le peintre et réalisateur belge Jean Raine a réalisé un film documentaire.
En juillet 1940, Mabille accueille André Breton, démobilisé en zone non-occupée, à Salon-de-Provence (Bouches-du-Rhône), puis Jacqueline Lamba et leur fille Aube, dont il fut le médecin-accoucheur en décembre 1935.
Pierre Mabille est en 1945 à Haïti où il fonde l'Institut français (qui existe encore sur le même site) et lance la revue culturelle franco-haïtienne Conjonctions, qui paraîtra jusqu'en 2018 sous la direction de l'Institut français. En décembre 1945, Breton le retrouve à Haïti. Mabille, alors conseiller culturel de l'ambassade de France à Port-au-Prince, lui offre l'occasion d'assister à des cérémonies vaudoues. À la suite d'une révolution provoquée en partie par la visite de Breton, Mabille est relevé de ses fonctions par le consulat de France en février 1946.
De retour en France, en 1948, Pierre Mabille collabore à la revue surréaliste Néon.
Il meurt subitement le 13 octobre 1952, vers 15 h 30, alors qu'il examine un malade. La cause est probablement un accident vasculaire cérébral. Il avait 48 ans.
TITRES SCIENTIFIQUES ET CULTURELS DE PIERRE MABILLE
1922: Externe des Hôpitaux de Paris
1924: Interne de la Préfecture de Police (Maison St Lazare)
1924: Interne des Hôpitaux de Paris
1929-30-31: Chef de clinique à la Faculté de Médecine de Paris
1939-40 :  Chirurgien assistant des Hôpitaux de Paris
1941-43 :  Médecin chef et chirurgien de l'Hôpital français de Port-au-Prince
1942-43 : Professeur de Pathologie générale à la faculté de Médecine de Port-au-Prince
1942-43 : Professeur à l'Institut d'Ethnologie d'Haïti
1944 : Professeur à l'Institut français de Mexico
1945-46 : Directeur de l'Institut français d'Haïti
1945-46 : Attaché culturel de la Légation de France en Haïti
1948-52 : Secrétaire général et fondateur de la Société de Morpho-Physiologie humaine
1950 : Secrétaire général du 1er Congrès international d'Anthropologie différentielle
1949-52 : Professeur à l'école d'Anthropologie
1949-52 : Chargé de cours à la Faculté de Médecine de Paris
1951 : Vice-président du Bureau international d'Anthropologie différentielle (B.I.A.D.)
Membre de la Société de Biométrie, de la Société de Génétique, de la société de Pathologie comparée, de la Société de Médecine de Paris, de la Société d'Angéiologie, Du Syndicat de la Presse scientifique, etc.

## Œuvre écrite
- La Construction de l'homme (Paris, Flory, 1936) appelle à une réconciliation du microcosme et du macrocosme dans une destinée où l'individu s'émanciperait d'une civilisation qui l'entrave et l'aliène[4].
- Thérèse de Lisieux (Paris, Corti, 1936) est une étude médico-psychologique de la sainte « dont l'évolution tout entière est dessinée par la pathologie[10] ». Cet ouvrage a été réédité en 1975 par les éditions du Sagittaire, en 1978 par les éditions Denoël, et en 1996 par les éditions Allia.
- Le Miroir du Merveilleux (1940) est une anthologie surréaliste, illustrée par Yves Tanguy et André Masson ; repris en 1962 par les Éditions de Minuit avec une préface d’André Breton et des illustrations par Max Ernst, Victor Brauner, Jacques Hérold, Wifredo Lam et Matta. Réédition Paris, Fage éditions, 2024.

## Citations
« Cessez d'opter sans raison valable pour la matière sans espoir comme le demandent les matérialistes attardés ou pour une spiritualité illusoire en suivant les conseils des religions chrétiennes... Dirigez-vous, au contraire, vers l'unité de votre être. Soyez apôtre d'un amour difficile mais toujours possible, qui modèle des formes de vie plus large et qui soit la réelle assurance du progrès individuel contre la mort. »

— Pierre Mabille, Thérèse de Lisieux, 1937

« Je tiens la pensée comme participant de la réalité cosmique générale, notre représentation comme témoignage des objets, les idées comme existant dans les choses. »

— Pierre Mabille, Égrégores ou la Vie des civilisations, 1938

## Appréciation
« La quête de Pierre Mabille est celle d'une pensée globale, qui ne soit pas, comme dans les savoirs spécialisés, séparée de la vie. Son matérialisme est intégral... Il s'agit d'en revenir à la nature fondamentale des êtres et des choses.[...] L'analyse des mécanismes qui répriment chacun au nom du bien public n'est qu'un constat d'aliénation dès l'instant qu'elle ne se fonde sur la réalisation à laquelle l'homme concret aspire. Ainsi Mabille examine-t-il comment une société destinée à libérer l'homme des terreurs héritées du monde animal produit à son tour une terreur sociale qui empêche l'épanouissement des qualités humaines. »

— Raoul Vaneigem, Universalis

## Publications
- La Construction de l'homme, Paris, Jean Flory, 1936
- Thérèse de Lisieux, Paris, José Corti,1936 ; rééditions : Le Sagittaire, 1975 (postface de Radovan Ivsic); Denoêl, 1978 ; Allia, 1996  (ISBN 9782911188190)
- La Conscience lumineuse, Paris, Skira, 1938 ; réédition augmentée : Conscience lumieuse conscience picturale, Paris, José Corti, 1989  (ISBN 9782714303301)
- Égrégores ou la Vie des civilisations, Paris, Jean Flory, 1938 ; réédition Le Sagittaire, 1977 (préface de Radovan Ivsic) ; Marseille, Égrégores Éditions, Jean-Michel Place, 2005  (ISBN 9782952381918)
- Le Miroir du merveilleux, précédé d'un poème d’André Breton, avec 7 dessins originaux d'André Masson, couverture ornée d'un dessin d'Yves Tanguy, Paris, Le Sagittaire, 1940 ; réédition Paris, Les Éditions de Minuit, 1962 (avec une préface d'André Breton, et cinq gravures originales hors-texte par Max Ernst, Victor Brauner, Jacques Hérold, Wifredo Lam et Matta) ; rééd. 1977 (illustration d'André Masson).
- Le Merveilleux, Les Éditions des Quatre vents, Paris, 1946 ; rééditions : Paris, Pierre Jean Oswald, 1977 (frontispice de Jacques Hérold, dessin en couverture de Victor Brauner, préface de Luc de Heusch); Fontfroide, Fata Morgana, 1992.
- Initiation à la connaissance de l'homme, Paris, Presses universitaires de France, 1949 [rééd. de La Construction de l'homme, 1936]
- La Technique du test du village, Paris, Revue de Morpho-physiologie humaine, 1950 ; rééditions : La Roche Éditions, 1975 ; Cœuvres, Ressouvenances, 2012.
- La Jungle, in Revue Tropiques no 12, Fort-de-France, janvier 1945.
- Souvenirs d'Haïti, in Revue 84 no 17, Paris, janvier-février 1951.
- Nostradamus, ses prophéties, son temps, in Revue Inconnues, vol.10, Lausanne, 1955.
- Traversées de nuit, Paris, Plasma, 1981.
- Messages de l'étranger, Paris, Plasma, 1981.